# Головмох Мільде
Головмох Мільде (Bryum mildeanum) — вид мохів порядку головмохальних (Bryales).

## Поширення
Ареал охоплює такі частини світу: Європа, Макаронезія, Північна Америка.
Населяє вологий ґрунт, уздовж струмків, заболочені місця; від низьких до високих (100–3500 метрів).

## Характеристика
Рослини дрібні та середні, яскраво-зелені, з віком солом'яніють. Стебла 0.5–2(3) см. Листки жорсткі, зелені, яйцювато-ланцетні, слабо-увігнуті чи плоскі, 1–3 мм; краї вигнуті проксимально, плоскі дистально, цілі чи дрібно зубчасті дистально; верхівка від гострої до загостреної. Спеціалізоване нестатеве розмноження відсутнє.